# 沈文裕

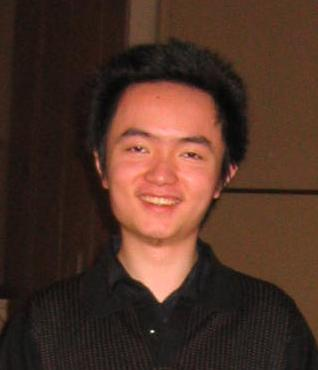
沈文裕，2006年

沈文裕（1986年10月13日—），中国钢琴家，重庆万州人。

## 生平
1986年，沈文裕生于重庆市万州区一个普通的工薪家庭。5岁开始学琴，7岁师从四川音乐学院郑大昕教授。1997年，在上海参加“信和杯”孔祥东少儿钢琴比赛，获少年组第一名和中国作品最佳演奏奖。11岁进入德国卡尔斯鲁厄音乐学院师从贡特尔·豪尔（Gunther Hauer），15岁转至德国汉诺威音乐戏剧学院师从卡尔·海恩·克默林（Karl Heing Kämmerling）。1998年，在德国获埃特林根国际钢琴比赛第五名。2000年，获伦敦世界钢琴比赛鼓励奖。2003年，获得第14届伊丽莎白王后国际钢琴大赛第二名，成为该比赛最年轻的获奖者。2005年，在洛杉矶的第二届拉赫玛尼诺夫国际钢琴比赛中，通过演奏《第三钢琴协奏曲》，获得第一名。同年，他离开汉诺威音乐学院返回中国。之后多次参加钢琴比赛但未获佳绩。2010年，沈文裕被成为南京艺术学院客座教授。
沈文裕在练琴之余也拍摄演奏视频上传至网络。